# 袁琳
袁琳（1977年2月26日—），中国广东省广州人，是职业足球运动员，司职后卫。他是代表深圳红钻參加正式比赛次数最多的球员。

## 职业生涯
1989年，袁琳被选入广州市体校，接受有系统的足球训练，却由于当时广州队人才济济，始终没有机会提升到广州一队。袁琳是1994年广东省第八届运动会少年组足球赛获第一名的广东队成员之一，1995年袁琳作为广州太阳神三队的队员，曾夺得过第三届全国城运会的亚军。1996年，时年18岁的袁琳以8万元的价格被卖到深圳平安。1997年进入深圳平安一队，1998年7月起，袁琳逐渐在甲A联赛中崭露头角。
1999年袁琳已是队中一线球员，他参加了1999年赛季的26场比赛，成为后卫线上出勤率最高的球员之一。2001-2003年，袁琳每个赛季几乎都能踢25场，成为最稳定的球员之一。2002年夏天，李玮锋前往英国踢球，刘健又被停赛，袁琳在后防线上的作用更加突出。2003赛季，他甚至打入两个球。2004年袁琳随深圳健力宝获得首届中超联赛冠军，是左右两翼的重要多面手。但2005年随着朱广沪被上调国家队，以及健力宝退出深足后，深圳队逐年流失当打球员，只能愈发多以年青球员顶上主力，这期间远离“球霸”风波保持出勤的袁琳在队中的主力位置更加稳固和重要，并逐渐后退至中后卫位置与外援马里科共领防线。
2008年4月6日，在“广东德比”中深圳队依靠袁琳的进球迫平广州医药，这是袁琳离开母队12年后首次反戈一击。该季袁琳除停赛一场外全勤29场联赛，是其在深圳队出场次数最多的一个赛季。
2009年初，2008年來赛季由于深圳队由市足协托管，随队一同被欠薪的袁琳本有机会同球队队长李健华一同转会广州医药，获得更好的收入，但早已在深圳安家落户的袁琳选择留下并作为讨薪领袖，代表全队与俱乐部沟通交涉。 2009年赛季起，袁琳仍为后防主力，出场28次。其年轻时曾专门练习的大力界外球在本季焕发第二春，是上半季深圳队攻击力不足时的重要进攻手段之一。
2010年，袁琳以33岁高龄在中超联赛重回两翼打四后卫中的边后卫位置，仍屡有助攻，并打进5球，这是袁琳为深圳队进球最多的赛季。
2011年，法国名帅特鲁西埃执教深圳红钻之后，特鲁西埃认为要年青球员得到更多上场和锻炼机会，作为老队员的袁琳因此失去了上场机会，全年只有7次出场其中6次主力1次替补。深圳队在倒数第二轮提前降级后，袁琳还被卷入了赛季结束后莫须有的“7君子罢训事件”。事实上是袁琳与另6名主力球员出面，向俱乐部提出要求催促在赛季结束放假全队解散前，抓紧发放包括他们在内全队被拖欠奖金的白条。特鲁西埃闻讯大怒，在训练中激将宣布讨白条7君子“态度向钱不向足球”，可以不踢最后一轮比赛，并挑问谁不踢。 7君子中与特鲁西埃彻底关系破裂的数人回应不踢，其中不包括袁琳，但袁琳还是被排除在了最后一轮出征名单中。最后一轮结束后，为深圳队效力15年的袁琳带着未洗清的“罢训”罪名，独自拎着一个背包一个提包告别了深圳队在深圳的驻地酒店。后来，袁琳承认季前备战期一场热身赛中，他见场面被动，向特鲁西埃提出变换阵型建议，是其被冷处理的导火索。但他表示理解自己是见多识广的名帅眼中能力和特点不入流的球员，并赞同要给年轻球员机会，而这是他最终决定离开深圳队的原因。但是他也坚持其过往经验：年轻球员在重要场次和持续压力的保级战役中可能会顶不住。
2012年，离开効力了15年的深圳红钻，他留下为深圳红钻队及其前身參加正式比赛合共318场的队史纪录，(这纪录包括286场职业联赛、14场中国足协杯、6场中超杯、9场亚冠联赛及3场A3联赛)及打进8个进球。袁琳加盟由原深圳队球员牽頭新组建的乙级联赛球队深圳风鹏。他在2012赛季打满所有30场比赛，是该赛季中乙联赛出场时间最多，并唯一全勤的球员（包括附加賽）。6記進球也刷新了其職業生涯單季進球紀錄，是風鵬當季隊內第二射手，其中包括多次直接助球隊取得勝利的關鍵入球。
2013年，袁琳响应年轻时的恩师曹阳的召唤，以报恩之心加盟另一支新组建的乙级联赛球队梅州五华，以36岁高龄继续在乙级联赛发挥余热。
2014年7月，袁琳结束球员生涯成为梅州五华队的助理教练。
2015年，袁琳复出加入球队深圳人人 (后更名为深圳雷曼)。

## 外部連結
- 纯广仔袁琳攻破广药大门
- 广州旧将感受德比激情（页面存档备份，存于）
- 历史战绩预示深足难胜恒大 功臣袁琳未获信任（页面存档备份，存于）
- 深足冠军忠臣：特鲁西埃对我没偏见 他不适合深圳（页面存档备份，存于）
- 老男孩袁琳记忆里的深足史 我改变不了深足的状况（页面存档备份，存于）
- 袁琳退役 平凡一袁 非凡之路